# Eduardo Souto
Eduardo José Alves Souto (São Vicente, 14 de abril de 1882 – Rio de Janeiro, 18 de agosto de 1942), mais conhecido apenas como Eduardo Souto foi um pianista, compositor e maestro brasileiro. Dedicou-se a diversos gêneros, como a valsa, o tango e o samba, tendo destaque na popularização de marchas carnavalescas. Foi o fundador da Casa Carlos Gomes, importante ponto de encontro de músicos no Rio de Janeiro na primeira metade do século XX.

## Biografia
De família tradicional, Eduardo Souto nasceu em São Vicente, na Baixada Santista. Seu pai, Guilherme Souto, foi fundador do Grêmio Les Bavards, clube carnavalesco da cidade de Santos. Teve suas primeiras aulas de música em casa e, com seis anos, já escrevia peças para piano em estilo chopiniano.
Muda-se para o Rio de Janeiro em 1893, aos onze anos de idade, quando passa a ter aulas com Carlos Darbilly. Compôs sua primeira valsa, Amorosa, aos quatorze anos de idade.
Ingressou na Escola Politécnica da Universidade Federal do Rio de Janeiro em 1899 no curso de engenharia. Devido a dificuldades financeiras de sua família, abandona o curso em 1902, quando começa a trabalhar no Banco Francês, onde permanece como bancário até 1917.
Em 1906 teve sua primeira apresentação pública musical, como regente do conjunto musical do Éden Clube de Niterói. Além disso, regia outros grupos musicais, tais como a orquestra do Cinema São José (situado na Praça Tiradentes).
Compõe o fado-choro O despertar da montanha em 1919, obra que tornou-o conhecido nos salões e saraus do período, entrando para o repertório tradicional do piano brasileiro. Iniciou sua participação nos carnavais da cidade no mesmo ano, com o cateretê Seu Derfim tem que vortá, com letra de Norberto Bittencourt (mais conhecido pelo pseudônimo K. K. Reco em suas crônicas carnavalescas), em alusão então vice-presidente da República, Delfim Moreira.

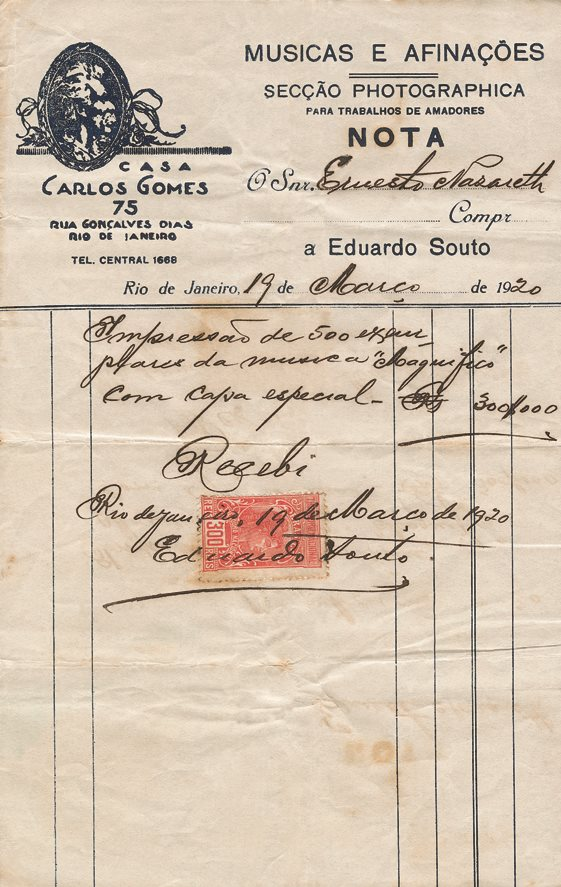
Nota fiscal emitida por Eduardo Souto relativa à impressão de 500 exemplares da peça Magnífico de Ernesto Nazareth em 1920

No mesmo ano, fundou a Casa Carlos Gomes para comércio de instrumentos musicais e partituras, cunhando seu nome no meio artístico carioca. A casa era ponto de encontro de grandes compositores, músicos e apreciadores de música da época, como Ernesto Nazareth, Lamartine Babo e Francisco Mignone. Situada originalmente na Rua Gonçalves Dias, nº 75, no Centro do Rio de Janeiro, mudou de endereço em 1923, se estabelecendo na Rua do Ouvidor, nº 23. Por seis anos, Ernesto Nazareth trabalhou como pianista demonstrador da casa, onde obteve reconhecimento e referência, atraindo numeroso público que chegava a exceder os limites da casa.
A casa também funcionava como uma editora de música, publicando inicialmente apenas partituras de Eduardo Souto. No decorrer dos anos passa a publicar partituras de outros compositores de música de salão, como do próprio Ernesto Nazareth. A editora teve fundamental importância para a difusão de marchinhas de Carnaval, sendo publicadas para Piano. A primeira publicação da casa foi em 1920, com a marchinha Pois não, com letra de João da Praia. Um dos métodos inovadores para popularização das músicas era a distribuição das letras das músicas carnavalescas aos transeuntes que circulavam perto da casa Carlos Gomes.
Ainda em 1920 organizou diversos conjuntos musicais para atuação em bailes de Carnaval e em teatros de revista (principalmente os da Praça Tiradentes). Eduardo Souto organizou diversos blocos que promoveram a difusão de sua música, participando de festejos da Penha e das batalhas de confete pré-carnavalescas. O mais famoso de seus blocos foi Tatu Subiu no Pau... Só pra Machucá, que participou ativamente das batalhas de confete nos anos de 1923 e 1924, conquistando notoriedade pela sociedade fluminense na época. O bloco foi nomeado em alusão a dois grandes sucessos compostos por Eduardo Souto, o "samba à moda paulista" Tatu subiu no pau, composição ao estilo de Marcelo Tupinambá, gravada no mesmo ano na voz de Baiano, e a "toada carnavalesca" Só pra machucar. Lamartine Babo, então com vinte anos de idade, participou ativamente do bloco, tendo contato próximo a Eduardo Souto, que o apresentou ao universo dos ranchos e dos blocos carnavalescos.
Em 1920 foi indicado pelo Palácio do Catete como responsável pela parte musical da visita do rei da Bélgica Alberto I e da rainha Elizabete. O rei, com especial interesse em escalada, visitou a Serra dos Órgãos, estabelecendo acampamento no meio da mata. Para surpreender o rei, Eduardo Souto decide despertar o acampamento regendo seu grupo musical (no qual participavam músicos como Lino José Barbosa, Pixinguinha e outros Batutas) ao som da Alvorada, interlúdio da ópera Lo Schiavo, composta por Antônio Carlos Gomes.
Em 1922, em comemoração ao Centenário da Independência do Brasil, apresentou-se ao lado de Cornélio Pires na Associação Brasileira de Imprensa. No mesmo ano obtém sucesso com a gravação do cateretê Eu só quero é beliscar, pelo cantor Baiano. O cantor já havia obtido sucesso com composições de Eduardo Souto, como a "chula à moda baiana" Pemberê, gravada ao lado do Grupo Moringa em 1921 pela casa Odeon.
Colaborou com diversas revistas musicais da década de 1920, como Fogo de palha e Off-side de Jota Brito, Paixão de artista, de Soares Júnior/Tapajós Gomes, Tatu subiu no pau, A folia e A moça, dos Irmãos Quintiliano, Dentro do brinquedo, de Carlos Bittencourt e Cardoso de Meneses, Zig-Zag e Boas falas, de Bastos Tigre.
Compôs o Glorioso Hino Oficial do Botafogo Futebol Clube, com letra de Octacílio Gomes. O hino foi ofuscado pela composição não oficial de 1942 de Lamartine Babo, que se tornou mais famosa nos salões, nos bailes de carnaval e nos jogos do clube.
Formou diversos grupos musicais para apresentação em teatros e gravações, como o Grupo Eduardo Souto, a Orquestra Eduardo Souto e o  Coral Brasileiro, coro de amadores que teve participação de nomes como Bidu Sayão, Zaíra de Oliveira e Nascimento Silva.
Foi diretor artístico da gravadora Odeon-Parlophon, contribuindo para gravações de artistas como Noel Rosa, Braguinha, Almirante, Jonjoca, Sílvio Caldas, Ernesto Nazareth e Mario de Azevedo. Também foi diretor artístico por muitos anos da Casa Edison.
Após desilusão com o meio musical e pelo esquecimento gerado devido à expansão do rádio e ascensão de uma nova geração de compositores na década de 1930, Eduardo Souto retornou às atividades como bancário, atuando como contador no Banco do Comércio.
Em 1940, devido a uma doença nervosa, inicia tratamentos em casas de saúde, falecendo em 1942 devido a complicações da doença.
É pai do pianista Nelson Souto, que lançou um LP em 1958 composto exclusivamente de obras de Eduardo Souto, e avô do maestro, compositor e arranjador Eduardo Souto Neto.

## Características musicais
Eduardo Souto possui um estilo eclético, atuando em estúdios, salões e teatros. Teve destaque como compositor de canções populares, representando parte importante da canção de câmara brasileira.
Suas marchinhas possuíram destaque nos Carnavais das décadas de 1920 e 1930. Muitas delas obtiveram notoriedade pelo explícito conteúdo político, com mensagens aos então Presidentes do Brasil, como Seu Derfim tem que vortá (1919), com letra de Norberto Bittencourt "K. K. Reco" em alusão à Delfim Moreira, Goiabada e Só Teu Amor (ambas de 1923), com referências a Nilo Peçanha, e É, Sim Senhor e Seu Doutor (de 1929), marchinhas que ironizam Washington Luís.

Além de marchinhas, Souto teve destaque como compositor de diversos gêneros, tendo sucesso com tangos, foxtrotes, ragtimes, maxixes, hinos, cateretês, valsas, toadas e operetas, como Paixão de Artista, Os Milhões do Senhor Conde e A Maçã.